# Sari Chabab Mecheria
Maillots
Dernière mise à jour : 4 mai 2020.
Le Sari Chabab Mecheria (en arabe : سريع شباب المشرية) abrégé en SCM est un club algérien de football basé à Mecheria dans la Wilaya de Naâma, dans le sud-ouest de l'Algérie.

## Histoire
Le club phare de la ville de Mecheria évoluait après l'indépendance de l'Algérie dans les divisions inférieures jusqu'à 1976, ou le club réussit à se hisser en Division 3 algérienne en terminant champion de son groupe.
Lors de la saison 1981-82, le club parvient enfin à accéder enfin en Division 2 algérienne et à découcher une place d'un habitué de ce palier, car le club vas connaître de 1982 jusqu'en 2003, 3 relégations ponctuées par des accessions juste les saisons suivantes (18 saisons jouées en Division 2).
Cette époque est marquée en 2001, lorsque le club atteint la finale de Dame Coupe d'Algérie, une première dans la région ; cette finale sera perdue difficilement (1-0) face au grand spécialiste de cette compétition l'USM Alger (qui joua sa 12e finale de son histoire). À cette époque, le nom du club fut le Chabab Riadhi Baladiat Mecheria.
Depuis 2003, le club perdit ses ambitions et rétrograde en divisions inférieures, jusqu'à la saison 2021-2022, qui voit le SCM revenir à la Ligue 2 amateur (D2).

## Identité du club

### Nom du club
| Association Sportive Mecheria (ASM) |
| ----------------------------------- |

| Sporting Club Mecheria (SCM) |
| ---------------------------- |

| Union Sportive Santé Mecheria (USSM) |
| ------------------------------------ |

| Chabab Riadhi Baladiat Mecheria (CRBM) |
| -------------------------------------- |

| Sari Chabab Mecheria (SCM) |
| -------------------------- |

## Palmarès et résultats sportifs

### Titres et trophées
| \| - Championnat d'Algérie D3 (4) : - 1981-82, 1989-90, 1995-96 et 1999-00. - Championnat d'Algérie D4 (2) : - Champion : 197? et 2006. \| \| - Coupe d'Algérie : - Finaliste : 2000-01 - Coupe du Sahara (1) : 1963-1964[1],[2] \| |  |                                                                              |
| - Championnat d'Algérie D3 (4) : - 1981-82, 1989-90, 1995-96 et 1999-00. - Championnat d'Algérie D4 (2) : - Champion : 197? et 2006.                                                                                                |  | - Coupe d'Algérie : - Finaliste : 2000-01 - Coupe du Sahara (1) : 1963-1964, |

### Bilan par compétitions
| Compétition     | Saisons | Titres | J   | G   | N   | P   | Bp  | Bc  | Diff. |
| --------------- | ------- | ------ | --- | --- | --- | --- | --- | --- | ----- |
| Ligue 2         | 18      | -      | ... | ... | ... | ... | ... | ... | ...   |
| Division 3      | ...     | 04     | ... | ... | ... | ... | ... | ... | ...   |
| Division 4      | ...     | 02     | ... | ... | ... | ... | ... | ... | ...   |
| Division 5      | ...     | ...    | ... | ... | ... | ... | ... | ... | ...   |
| Division 6      | ...     | ...    | ... | ... | ... | ... | ... | ... | ...   |
| Coupe d'Algérie | -       | -      |     |     |     |     |     |     |       |
| Total           | ...     | ...    | ... | ... | ... | ... | ... | ... | ...   |

### Classement saison par saison
- 1962-63 : District de la Saoura, ?e
- 1963-64 : D5, District de la Saoura 1re
- 1964-65 : D4, Promotion 1er Div. Ouest Gr. À ?e
- 1965-66 : D3, PH Ouest Gr. C ?e
- 1966-67 : D4, PH Ouest Gr. B, ?e
- 1967-68 : D4 : 1re Division Gr. B, ?e
- 1968-69 : D4 : 1re Division Gr. B, 6e
- 1969-70 : D4 : 1re Division Gr. A, 6e
- 1970-71 : D4 (District de Saida et Tiaret), 1er Div. (une division de 12 clubs), ?e
- 1971-72 : D4, District de Saida, ?e
- 1972-73 : D4, District de Saida, ?e
- 1973-74 : D4, District de Saida, ?e
- 1974-75 : D4, District de Saida, ?e
- 1975-76 : D4, District de Saida, 1re
- 1976-77 : D3, DH Ouest, Gr. B, ?e
- 1977-78 : D3, DH Ouest, Gr. B, 1re
- 1978-79 : D3, DH Ouest, Gr. B, ?e
- 1979-80 : D3, DH Ouest, Gr. B, ?e
- 1980-81 : D3, DH Ouest, Gr. B, 1re Barrage perdu contre JSMT
- 1981-82 : D3, DH Ouest, Gr. B 1re
- 1982-83 : D2, Gr. Centre-Ouest, 5e
- 1983-84 : D2, Gr. Centre-Ouest, 9e
- 1984-85 : D2, Gr. Ouest, 6e
- 1985-86 : D2, Gr. Ouest, 5e
- 1986-87 : D2, Gr. Ouest, 9e
- 1987-88 : D2, Gr. Ouest, 3e
- 1988-89 : D2, 17e
- 1989-90 : D3, Gr. Béchar, 1re
- 1990-91 : D2, 15e
- 1991-92 : D2, Gr. Ouest, 8e
- 1992-93 : D2, Gr. Ouest, 9e
- 1993-94 : D2, Gr. Ouest, 14e
- 1994-95 : D2, Gr. Ouest, 16e
- 1995-96 : D3, Gr. Béchar, 1re
- 1996-97 : D2, Gr. Ouest, 3e
- 1997-98 : D2, Gr. Ouest, 7e
- 1998-99 : D2, Gr. Béchar, 1re
- 1999-00 : D3, Gr. Béchar, 1re
- 2000-01 : D2, Gr. Centre-Ouest, 9e
- 2001-02 : D2, Gr. Centre-Ouest, 10e
- 2002-03 : D2, Gr. Centre-Ouest, 16e
- 2003-04 : D3, Gr. R1 Saida, ?e
- 2004-05 : D4, Gr. R1 Saida, ?e
- 2005-06 : D4, Gr. R1 Saida, 1re
- 2006-07 : D3, Gr. Ouest, 12e
- 2007-08 : D3, Gr. Ouest, 5e
- 2008-09 : D3, Gr. Ouest, 14e
- 2009-10 : D3, Gr. Ouest, 14e
- 2010-11 : D4, Inter-régions Ouest, 5e
- 2011-12 : D4, Inter-régions Ouest, ?e
- 2012-13 : D4, Inter-régions Ouest, ?e
- 2013-14 : D4, Inter-régions Ouest, ?e
- 2014-15 : D4, Inter-régions Ouest, ?e
- 2015-16 : D4, Inter-régions Ouest, ?e
- 2016-17 : D4, Inter-régions Ouest, ?e
- 2017-18 : D5, Gr. R1 Saida, ?e
- 2018-19 : D5, Régional R1 Béchar, 1re
- 2019-20 : D4, Inter-régions Sud-Ouest, ?e
- 2020-21 : D3, inter-régions Sud-ouest groupe F1, 2e
- 2021-22 : D3, Inter-régions Sud-Ouest, 1re
- 2022-23 : D2, Gr. Centre-Ouest, 4e
- 2023-24 : D2, Gr. Centre-Ouest, 8e
- 2024-25 : D2, Gr. Centre-Ouest, 16e
- 2025-26 : D3, Inter-régions Sud-Ouest, e

### Parcours en Coupe Nationale
| Saison  | Tour            | Matchs                      | Résultats       |
| ------- | --------------- | --------------------------- | --------------- |
| 1962-63 | ?               | ?                           | ?               |
| 1963-64 | 1/32 finale     | JSM Tiaret                  | 2-1             |
| 1964-65 | 3e T.R          | IS Tighennif                | 2-1             |
| 1965-66 | 4e T.R          | IS Tighennif                | ?               |
| 1966-67 | 1/32 finale     | ASM Oran                    | 6-0             |
| 1967-68 | 2e T.R          | SC Hassiane Toual (fleurus) | 3-2             |
| 1968-69 | ?               | ?                           | ?               |
| 1969-70 | ?               | ?                           | ?               |
| 1970-71 | ?               | ?                           | ?               |
| 1971-72 | ?               | ?                           | ?               |
| 1972-73 | ?               | ?                           | ?               |
| 1973-74 | 1/32 finale     | GC Mascara                  | 0-0             |
| 1974-75 | 1/32 finale     | JSM Tiaret                  | 1-1             |
| 1975-76 | ?               | ?                           | ?               |
| 1976-77 | ?               | ?                           | ?               |
| 1977-78 | 1/8 finale      | ES Sétif                    | 3-1             |
| 1978-79 | 1/16 finale     | NA Hussein Dey              | 9-3             |
| 1979-80 | ?               | ?                           | ?               |
| 1980-81 | 1/16 finale     | ASM Oran                    | 1-0             |
| 1981-82 | 1/32 finale     | JS El Bayadh                | 2-1             |
| 1982-83 | ?               | ?                           | ?               |
| 1983-84 | ?               | ?                           | ?               |
| 1984-85 | 1/32 finale     | RC Relizane                 | 1-0             |
| 1985-86 | ?e T.R          | ?                           | ?               |
| 1986-87 | 1/64 finale     | OM Arzew                    | 0-0 t.a.b 5-4   |
| 1987-88 | 1/64 finale     | SNS Oran                    | 1-0             |
| 1988-89 | 1/16 finale     | USM Aïn Beïda               | 1-1 t.a.b 4-1   |
| 1989-90 | Édition annulée | Édition annulée             | Édition annulée |
| 1990-91 | 1/8 finale      | ES Guelma                   | 0-0 t.a.b 3-0   |
| 1991-92 | ?e T.R          | ?                           | ?               |
| 1992-93 | Édition annulée | Édition annulée             | Édition annulée |
| 1993-94 | 1/32 finale     | ES Sétif                    | 3-1 a.p         |

| Saison   | Tour            | Matchs             | Résultats       |
| -------- | --------------- | ------------------ | --------------- |
| 1994-95  | 1/32 finale     | USM El Harrach     | 1-0             |
| 1995-96  | 1/32 finale     | JS Bordj Menaiel   | 2-0             |
| 1996-97  | 1/16 finale     | MC Alger           | 1-1 t.a.b 4-3   |
| 1997-98  | 1/8 finale      | MB Tlidjen         | 3-2 a.p         |
| 1998-99  | 1/32 finale     | USMM Hadjout       | 2-1 a.p         |
| 1999-00  | 1/32 finale     | ES Guelma          | 1-0 a.p         |
| 2000-01  | Finaliste       | USM Alger          | 1-0             |
| 2001-02  | 1/16 finale     | OMR El Anasser     | 2-1 a.p         |
| 2002-03  | 1/32 finale     | CA Batna           | 2-1             |
| 2003-04  | 1/32 finale     | IS Tighennif       | 3-1             |
| 2004-05  | ?e T.R          | ?                  | ?               |
| 2005-06  | ?e T.R          | ?                  | ?               |
| 2006-07  | Avant dernier   | ASB Rahouia        | ?               |
| 2007-08  | 1/64 finale     | WAB Tissemsilt     | 1-2             |
| 2008-09  | Avant dernier   | MB Hassasna        | 2-1             |
| 2009-10  | Avant dernier   | ARB Ghriss         | ?               |
| 2010-11  | Avant dernier   | IR Bouhenni Tiaret | ?               |
| 2011-12  | 2e T.R          | HB El Bordj        | 1-0             |
| 2012-13  | 2e T.R          | CRB Bougtob        | 0-0 t.a.b       |
| 2013-14  | 3e T.R          | CC Sig             | 0-0 t.a.b 5-4   |
| 2014-15  | ?e T.R          | ?                  | ?               |
| 2015-16  | ?e T.R          | ?                  | ?               |
| 2016-17  | ?e T.R          | ?                  | ?               |
| 2017-18  | ?e T.R          | ?                  | ?               |
| 2018-19  | 1/64 finale     | MC El Bayadh       | 2-1             |
| 2019-20* | 1/16 finale     | USM Bel Abbès      | 2-0             |
| 2020-21  | Édition annulée | Édition annulée    | Édition annulée |
| 2021-22  | Édition annulée | Édition annulée    | Édition annulée |
| 2022-23  | 1/16 finale     | JS Bordj Ménaïel   | 1-0             |
| 2023-24  | 1/16 finale     | O Akbou            | 2-0             |
| 2024-25  | 1/32 finale     | US Biskra          | 1-0             |
| 2025-26  | -               | ...                | -               |

#### Statistiques tours atteints
Le SCM a participé à 55 éditions, éliminé aux tours régionaux - fois et atteignant les tours finales 19 fois.
| Édition | 1er tour | 2e tour | 3e tour | 4e tour | 64e de finale | 32e de finale | 16e de finale | 8e de finale | Quart de finale | Demi-finale | Finale | Champion |
| ------- | -------- | ------- | ------- | ------- | ------------- | ------------- | ------------- | ------------ | --------------- | ----------- | ------ | -------- |
| 55      | -        | 02      | 03      | 01      | 03            | 10            | 05            | 03           | 00              | 00          | 01     | 00       |

## Personnalités du club

### Anciens entraîneurs
- Merabet Ramdane (finaliste de la Coupe d'Algérie 2001).

### Anciens joueurs
- Abbad, Hadjadj, Ben Slimane, les frères El Iredj, Malfi, Mohamed Tasfaout etc.